# كاسالانغيدا
كاسالانغيدا (بالإيطالية: Casalanguida)‏ هي بلدية في مقاطعة كييتي في إقليم أبروتسو الإيطالي.

## السكان
في سنة 1861 بلغ عدد السكان 2٬825 نسمة، وتطور العدد ليصل في سنة 2011 لـ 1٬006 نسمة.
يظهر هذا المخطط البياني تطور النمو السكاني لـ كاسالانغيدا